# Sọ Dừa

Bìa truyện tả cảnh Sọ Dừa hóa thành người, Nhà xuất bản Kim Đồng

Sọ Dừa là truyện cổ tích Việt Nam thuộc thể loại thần kỳ. Cùng với Tấm Cám, Thạch Sanh, Ăn khế trả vàng v.v..., Sọ Dừa là một trong những câu truyện cổ tích quen thuộc trong kho tàng truyện dân gian Việt Nam. Truyện có mô-típ thường thấy như các tác phẩm truyện cổ tích khác đó là: nhân vật chính có hoàn cảnh đặc biệt, sau đó vươn lên theo triết lý nhân quả "ở hiền gặp lành", trong khi nhân vật ác thì "gieo gió gặt bão".

## Nội dung
Ngày xưa, có hai vợ chồng lão nông nghèo đi ở trong nhà của một phú ông. Hai vợ chồng ông bà là người hiền lành, chăm chỉ nhưng đã ngoài năm mươi tuổi mà vẫn chưa sinh được một đứa con. Đến một ngày, bà vợ đi vào rừng đốn củi. Lúc đó trời nắng to, bà khát nước quá mà không tìm đâu ra nước để uống. Chợt thấy một cái sọ dừa cạnh gốc cây chứa đầy nước mưa, bà bèn cầm lên để uống. Trở về nhà, sau đó một thời gian thì bà mang thai.
Một thời gian sau khi bà mang thai người chồng lăn ra ốm rồi qua đời.
Sau khi chồng mất, bà sinh được một người con. Tuy nhiên, điều kỳ lạ là con bà lại không có chân tay mà mình lại tròn giống như một quả dừa. Buồn tủi trước sự việc như vậy, bà định vứt bỏ con đi thì đứa bé lên tiếng nói:
– Mẹ ơi! Con là người đấy! Mẹ đừng vứt con mà tội nghiệp
Người mẹ thấy vậy thương tình để lại nuôi và đặt tên cho con là Sọ Dừa. Trải qua thời gian, Sọ Dừa lớn lên nhưng cơ thể vẫn cứ tròn lông lốc mà không làm được việc gì. Bà mẹ lấy làm phiền lòng và buồn tủi. Sọ Dừa hiểu mẹ, bèn xin phép đến làm việc chăn bò cho phú ông.
Ban đầu khi nghe nói đến Sọ Dừa, phú ông ngần ngại vì hình dáng của cậu. Nhưng sau hắn lại nghĩ: nuôi thì ít tốn cơm, tiền công cũng không đáng là bao, nên đã đồng ý. Sọ Dừa chăn bò rất giỏi. Hàng ngày, cậu lăn sau đàn bò ra đồng, khi tối đến cậu lại dắt bò về nhà. Đàn bò con nào con nấy đều no căng mà Sọ Dừa cũng chỉ ăn hết có hai nắm cơm rất nhỏ. Phú ông thấy vậy thì mừng lắm.
Ngày mùa đến, người làm trong nhà đều ra đồng làm ruộng, phú ông sai các con gái thay phiên nhau đem cơm cho Sọ Dừa. Mỗi lần phải đưa cơm như vậy, hai người chị lớn đều khinh thường và hắt hủi Sọ Dừa, chỉ có người em gái út vốn tính thương người là đối xử với Sọ Dừa tử tế.
Trong một lần mang cơm cho Sọ Dừa, cô út bỗng nghe thấy tiếng sáo véo von khi bước tới chân núi. Đưa mắt nhìn qua thì cô thấy một chàng trai khôi ngô tuấn tú đang ngồi đó, vừa thổi sáo vừa cho bò ăn cỏ. Nhưng chỉ trong chớp mắt, chưa hết ngạc nhiên thì cô lại chỉ thấy Sọ Dừa nằm lăn lóc ở đó. Nhiều lần để ý, cô út biết Sọ Dừa không phải người thường nên đã đem lòng yêu quý.
Khi hết mùa ở thuê, Sọ Dừa về nhà giục mẹ đến hỏi con gái phú ông về làm vợ. Bà nông thấy vậy tỏ ra rất sửng sốt, nhưng vì con năn nỉ mãi nên bà cũng thử làm theo.
Thấy hai mẹ con Sọ Dừa đến hỏi vợ, phú ông cười mỉa mai:
– Muốn hỏi con gái ta, hãy về sắm đủ một chĩnh vàng cốm, mười tấm lụa đào, mười con lợn béo, mười vò rượu tăm đem sang đây.
Bà lão đành ra về, nghĩ bụng phải ngừng hẳn việc lấy vợ cho con. Tuy nhiên, đến đúng ngày hẹn, bà bỗng thấy trong nhà có đủ mọi đồ sính lễ, lại có thêm các gia nhân khiêng lễ vật sang nhà của phú ông. Phú ông hoa mắt, lúng túng gọi ba cô con gái ra xem mặt. Trong khi hai người chị chê bai Sọ Dừa xấu xí và bỏ đi thì chỉ có cô em út là cúi đầu tỏ ý bằng lòng.
Trong ngày cưới, Sọ Dừa cho bày cỗ linh đình, người làm giúp việc tấp nập. Khi rước dâu, không ai thấy Sọ Dừa trong hình hài cũ đâu mà chỉ thấy một chàng trai khôi ngô đứng bên cô út. Tất cả đều thấy sửng sốt và mừng rỡ, còn hai cô chị thì vừa tiếc lại vừa ghen tị.
Sau khi cưới, hai vợ chồng Sọ Dừa sống với nhau rất hạnh phúc. Không những thế, Sọ Dừa còn tỏ ra là một người rất thông minh. Ngày đêm chàng chăm chỉ đèn sách luyện chữ. Kỳ thi năm ấy, Sọ Dừa đỗ Trạng nguyên. Thế nhưng, không lâu sau, Sọ Dừa được vua cử đi sứ. Trước khi đi, chàng đưa cho vợ một hòn đá lửa, một con dao và hai quả trứng gà, nói là để phòng thân.
Trong lòng ganh tị, hai người chị sinh rắp tâm hãm hại em út để thay làm bà trạng. Nhân lúc Sọ Dừa đi vắng, hai chị sang rủ cô út đi chèo thuyền rồi lừa đẩy người em xuống biển. Cô bị cá kình nuốt vào bụng, nhưng may có con dao, cô rạch bụng cá mà thoát ra ngoài. Sau đó, cô dạt vào một hòn đảo. Để sống sót, cô lấy đá tạo thành lửa để nướng thịt cá ăn. Hai quả trứng gà cô mang theo bên mình nay cũng nở thành một gà mái và một gà trống để làm bạn cùng cô.
Một hôm có chiếc thuyền đi qua đảo, con gà trống nhìn thấy bèn gáy vang:
Ò... ó... o...
Phải thuyền quan trạng rước cô tôi về.
Thuyền quan tiến lại xem thì người nhận ra đó chính là vợ mình. Hai vợ chồng được gặp nhau, mừng mừng tủi tủi. Quan về nhà mở tiệc mời bà con đến chia vui nhưng không cho ai biết có vợ về cùng. Hai cô chị thấy vậy khấp khởi mừng thầm, tranh nhau kể chuyện em gái kém may mắn gặp nạn, ra vẻ thương tiếc lắm. Quan trạng không nói gì, tiệc xong bèn cho gọi vợ ra. Hai cô chị nhìn thấy cô em thì xấu hổ quá, lén bỏ đi biệt xứ.

## Trong văn hóa đại chúng
Truyện Sọ Dừa cũng được Bộ Giáo dục và Đào tạo đưa vào chương trình đọc thêm của sách giáo khoa Ngữ Văn lớp 6. Trong kho tàng Cổ tích Việt Nam cũng có những truyện tương tự Sọ Dừa như Lấy chồng dê, Chàng Chuối. Những câu chuyện này đều có cùng cốt truyện gần giống với Người đẹp và quái thú của châu Âu.
Một dị bản khác của truyện Lấy chồng dê là Dương phu truyện (羊夫傳) nằm trong Thánh Tông di thảo ấn hành tại Việt Nam khoảng trung đại mạt kì. Năm 2002, truyện Lấy chồng dê được hãng phim Phương Nam chuyển thể thành phim video trong cuốn Cổ tích Việt Nam 14:

## Kiểm duyệt
Vào tháng 3 năm 2015, một ấn bản truyện Sọ Dừa bị phát hiện "biến tấu sọ dừa thành sọ người". Cụ thể, nhân vật người mẹ lên rừng chặt củi, khát nước nên bà đã uống nước trong sọ người. Bên cạnh lời văn, truyện tranh cũng miêu tả kèm hình ảnh người phụ nữ cầm một cái đầu lâu trên tay. Thời điểm phát giác, truyện do nhà xuất bản có tên Hồng Đức ấn hành, mỗi tập, bao gồm cả tập truyện Sọ Dừa, được in khoảng 1.000 cuốn, nộp lưu chiểu cuối năm 2013. Kết cục, nhà xuất bản bị phạt 45 triệu đồng vì lý do không có nguồn gốc hợp pháp, đồng thời buộc phải thu hồi và tiêu hủy toàn bộ truyện đang có trên thị trường. Sự việc cũng gây nên những tranh cãi trong việc kiểm duyệt nội dung các văn hóa phẩm cho thiếu nhi.